# New Canton (Illinois)
Pour les articles homonymes, voir New Canton.
New Canton est une ville du comté de Pike en Illinois aux États-Unis.  Elle est incorporée le 31 mars 1869,. Lors du recensement de 2010, la ville comptait une population de 359 habitants.

## Source de la traduction
- (en) Cet article est partiellement ou en totalité issu de l’article de Wikipédia en anglais intitulé « New Canton, Illinois » (voir la liste des auteurs).